# Break the Cycle
Break the Cycle (рус. «Разорвать круг») — третий студийный альбом американской альтернативной метал-группы Staind, выпущенный 8 мая 2001 года на лейбле Flip Records и ставший самым успешным на сегодняшний день альбомом группы, благодаря которому Staind попали в мейнстрим. Пластинка провела три недели на первом месте в чартах США и много недель в десятке лучших альбомов Billboard 200 в Великобритании и Новой Зеландии. Break the Cycle стал самым продаваемым альбомом группы: в 2001 году было продано четыре миллиона копий по всему миру. Альбом получил 5-кратный платиновый статус в Америке.
Было выпущено 5 синглов с альбома: «It's Been Awhile», «Outside», «Fade», «For You» и «Epiphany», на каждый из которых был снят видеоклип (некоторые из них можно найти на DVD-диске группы под названием MTV Unplugged DVD). Первые четыре сингла имели разную степень успеха в Великобритании, но песня «It’s Been Awhile» была самой успешной из них. Данный сингл продвинул Break the Cycle к успеху, заняв 1 место в американском чарте Billboard 200, и за первую неделю было продано 716,000 копий. Благодаря этому альбом стал вторым самым продаваемым музыкальным релизом 2001 года, обогнав по продажам альбомы Survivor R&B-группы Destiny’s Child, Lateralus альтернативной метал группы Tool и Miss E... So Addictive рэп-исполнительницы Мисси Эллиотт.

## Об альбоме

### Музыкальный стиль
Как и предыдущие работы Staind (Dysfunction и Tormented), данная пластинка сочетает в себе жанры ню-метала и альтернативного метала. Тем не менее, альбом также демонстрирует более мягкое, постгранжевое звучание в акустических балладных песнях. Это особенно заметно в треке «It's Been Awhile», благодаря которому музыкальные критики причислили Staind к постгранж-группам того времени.

### Песни
Третий по счёту сингл «Fade» с альбома, как объяснял Аарон Льюис, о родительском пренебрежении. Фронтмен группы считает, что родители в целом забывают о своих обязанностях. В своём интервью журналу Rolling Stone Льюис заявил, что когда он был ребёнком, он не знал к кому обратиться.
В песне «It’s Been Awhile» Аарон Льюис поёт о том, как, по его мнению, он всё испортил и как разочаровывает человека, который для него очень много значит. Из-за чего Аарон, погружаясь в наркотическую зависимость, стремится от неё избавиться.
Песня «Can’t Believe» — об отвратительных и мерзких вещах, которые Аарон Льюис замечал во время живых выступлений, когда толпа слушателей срывает одежду с девушки; по мнению фронтмена, «родители должны выполнять свою работу как можно лучше», а также, что «дети будут неуважительными в будущем».
По заявлению Аарона Льюиса, песня «Epiphany» посвящена теме синдрома дефицита внимания (СДВГ). Объясняя, что он сам страдает от данного синдрома, Аарон ничего не делал для его предотвращения и решил просто позволить этому проявляться. Текст песни показывает нам, каково это жить Аарону с его расстройством.
«For You» — четвёртый сингл с альбома Break the Cycle, написанный с точки зрения ребёнка, нуждающегося в помощи своих родителей, но родители с пренебрежением упускают из виду просьбы своего чада, вместо этого они просто молчат.
Песня «Outside» хоть и была выпущена на альбоме в 2001 году, но ранее, в конце 1999 года на фестивале Family Values Tour Аарон Льюис впервые исполнил её. Пообещав выступить с ним, Фред Дёрст убедил Аарона спеть её. Так как это была ещё ранняя и незаконченная версия песни, Льюис завершил её прямо на сцене. Данная версия песни издавалась в виде бонус-трека на австралийском и европейском изданиях пластинки. Аарон не смог объяснить значение песни ввиду того, что она была написана во время самого концерта: 

Самое приятное то, что я не могу сказать вам о чём идёт речь в песне. Это просто слова и фразы, которые у меня были в голове той ночью.— Аарон Льюис в интервью Chicken Soup for the Soul: The Story Behind the Song
Песня «Waste» посвящена подростку — поклоннику группы, лишившему себя жизни. Эта песня о трагедии самоубийства и о том, что сам акт суицида ничего не решает. В ней поётся о том, как мы все боремся в жизни, но ничто не может оправдать как принятие собственной жизни такой какая она есть. Песня основана на реальной истории, когда на одном из концертов Staind в Детройте к вокалисту Аарону Льюису подошла мать подростка и, заявив, что её сын покончил жизнь самоубийством, попросила Аарона дать ей ответы почему. Аарон не мог ей ответить, но, как поётся в песне, он чувствовал, что у него должны быть эти самые ответы. Аарон рассказывал, что когда он дописал текст этой песни, он сильно разозлился: 

Для того, чтобы пройти всё это, нужно иметь очень много сил, но когда ты решаешь с этим покончить внезапно, ты не решаешь проблему — ты только вредишь окружающим тебя людям.— Из интервью Аарона Льюиса журналу San Antonio Metal Music Examiner

## Отзывы
Изначально отзывы по поводу альбома варьировались от смешанных до средних. На сайте Metacritic, который присваивает нормированный рейтинг из 100 обзоров основных критических изданий, альбом получил средний балл 55 из 100 на основе 9 обзоров.
Барри Уолтерс из Rolling Stone дал оценку альбому три с половиной из пяти со словами: «на первый взгляд, Staind выглядят как трибьют-группа Korn. Но уже первые секунды тяжёлых риффов „Break the Cycle“ доказывают, что они могут зажигать наравне с Limp Bizkit и Godsmack». По словам Льюиса Паттисона из NME, «„Break the Cycle“ — это ню-метал, каким его себе представляла Типпер Гор — 14 треков доброжелательного к родителям софт-рока с привкусом гранжа, которые заставляют Creed звучать как GG Allin».
Журнал Blender негативно высказался об альбоме: «к сожалению, производство сглаживает острые края группы начисто до слишком отполированных». Майкл Галлучи из AllMusic также выразился по поводу звучания пластинки, отметив следующее: «„Cycle“ — это, в конечном счёте, не более чем 50-минутная стандартная пластинка, полная пустоты. Но мягкость большинства песен вызывает к нему сочувствие, в отличие от многих таких же, как Staind, групп». Музыкальный журнал Q так высказался по поводу нового звучания группы: «музыкальные изменения испытывают недостаток и обрамляют вокальные стоны почти благоговейно».

## Список композиций
Все тексты песен написаны вокалистом Аароном Льюисом. Автором музыки на альбоме является группа Staind, за исключением отмеченных песен.
| №                   | Название                          | Длительность |
| ------------------- | --------------------------------- | ------------ |
| 1.                  | «Open Your Eyes»                  | 3:52         |
| 2.                  | «Pressure» (Staind, Джош Абрахам) | 3:22         |
| 3.                  | «Fade»                            | 4:03         |
| 4.                  | «It's Been Awhile»                | 4:25         |
| 5.                  | «Change»                          | 3:35         |
| 6.                  | «Can't Believe»                   | 2:48         |
| 7.                  | «Epiphany» (Льюис)                | 4:19         |
| 8.                  | «Suffer»                          | 3:59         |
| 9.                  | «Warm Safe Place»                 | 4:35         |
| 10.                 | «For You»                         | 3:26         |
| 11.                 | «Outside» (Льюис)                 | 4:53         |
| 12.                 | «Waste»                           | 3:56         |
| 13.                 | «Take It»                         | 3:37         |
| Общая длительность: | Общая длительность:               | 50:49        |

| №                   | Название                      | Длительность |
| ------------------- | ----------------------------- | ------------ |
| 14.                 | «It's Been Awhile (Acoustic)» | 4:30         |
| Общая длительность: | Общая длительность:           | 55:19        |

| №                   | Название                 | Длительность |
| ------------------- | ------------------------ | ------------ |
| 14.                 | «Outside (Live Version)» | 5:40         |
| Общая длительность: | Общая длительность:      | 56:29        |

## Участники записи
| Staind - Аарон Льюис — вокал, ритм-гитара - Майк Машок — соло-гитара - Джонни Эйприл — бэк-вокал, бас-гитара - Джон Вайсоки — барабаны Приглашённые музыканты - Фред Дёрст — бэк-вокал («Outside (Live Version)»), A&R-менеджер - Майк Кезнер — ситар («Warm Safe Place») | Производственный персонал - Джош Абрахам — продюсер, звукорежиссёр - Дэвид Домингез — звукорежиссёр - Энди Уоллес — микширование - Владо Меллер — мастеринг - Джордан Шур — исполнительный продюсер - Пол Конэвей — ассистент звукорежиссёра - Джозеф Боган — ассистент звукорежиссёра - Стив Сискоу — ассистент микширования - DJ Lethal — A&R-менеджер - Питер Катзис — A&R-координатор - Кайлин МакКарти — ассистент A&R-координатора - Крейг Хауэлл — арт-директор, дизайнер - Гейл Боуэр — арт-директор - Клей Патрик МакБрайд — фотограф - Джон Бэптист — дизайнер |

## Позиции в чартах и сертификации
| Чарт (2001)                         | Позиция в чарте |
| ----------------------------------- | --------------- |
| Австралия (ARIA)                    | 18              |
| Австрия (Ö3 Austria)                | 6               |
| Бельгия/Фландрия (Ultratop)         | 27              |
| Бельгия/Валлония (Ultratop)         | 34              |
| Canadian Albums Chart               | 1               |
| Дания (Hitlisten)                   | 36              |
| Нидерланды (Album Top 100)          | 36              |
| Финляндия (Suomen virallinen lista) | 26              |
| Франция (SNEP)                      | 48              |
| Германия (Offizielle Top 100)       | 5               |
| Италия (Classifica album)           | 13              |
| Новая Зеландия (RMNZ)               | 1               |
| Норвегия (VG-lista)                 | 23              |
| Швеция (Sverigetopplistan)          | 9               |
| Швейцария (Schweizer Hitparade)     | 18              |
| Великобритания (UK Albums Chart)    | 1               |
| US Billboard 200                    | 1               |

| Регион | Сертификация  | Продажи   |
| --- | ------------- | --------- |
| Австралия (ARIA) | Золотой       | 35 000^   |
| Канада (Music Canada) | 2× Платиновый | 200 000^  |
| Новая Зеландия (RMNZ) | 2× Платиновый | 30 000^   |
| Великобритания (BPI) | Платиновый    | 300 000^  |
| США (RIAA) | 5× Платиновый | 4,900,000 |
| * Данные о продажах приведены только на основе сертификации. ^ Данные о тиражах приведены только на основе сертификации. |               |           |